# 武田直人
武田 直人（たけだ なおと、1981年10月25日 - ）は、日本の男性声優、ナレーター。山形県山形市出身。現在はフリーとして活動しており、ワイスプロダクションと業務提携を結んでいる。

## 人物
スポーツを観戦をするのが好きで、サッカーではFCバイエルン・ミュンヘンの熱狂的サポーターで、プロ野球では東京ヤクルトスワローズのファン。他には寺院巡り、料理なども趣味としている。特技は大喜利、風景画、冒険。方言は山形弁。
講師として様々な場で後身の育成などもしている。

## 出演

### 劇場アニメ
- こんぷれっくす×コンプレックス（2015年、ゆいの父）[6]

### Webアニメ
- 戦国ダンス STEP ON THE WARRIOR（2014年、今川義元）[7]

### ゲーム
時期不明
- トイ・ウォーズ（サイモン）
- ポケットフロンティア（殲滅の帝国騎神サルヴァトラス、奈落の死刑囚ギリック）

2015年
- 戦の海賊（パオロ、エルドリッジ、ヴェイル、テオ、ドレイス、ジェスター、エルリート、ヴィンセント）
- 龍が如く0 誓いの場所
- 冴えない女子が一時間で告白されるハズがない!?（蓮条寺泉水）

2016年
- 太鼓の達人 ドコドン!ミステリーアドベンチャー（ヘラクレス）
- 龍が如く6 命の詩。（コウメイ）
- ゾンビヴァイタル2（スピリアルナイト）

2017年
- 龍が如く 極2（川村涼太）

2018年
- FATAL TWELVE（スケール・ジョーンズ）
- JUDGE EYES:死神の遺言（ライアン・アコスタ、デバガメ判事 他）

2019年
- まじかる☆タルるートくん ミステリーらびりんす☆謎の世界でたるる〜!?（ライバー、文学博士棒）

2020年
- 龍が如く7 光と闇の行方
- グランドインテンション・アジャストメント（ディバウド）
- 太鼓の達人 ドコどんRPGパック！（ヘラクレス）

2021年
- 嘆きの七英雄（TX-G）
- 龍が如く7 光と闇の行方 インターナショナル
- LOST JUDGMENT 裁かれざる記憶（敷島慎之介、三本松弦也、ライアン・アコスタ）

2022年
- Loose Lips（アーサー・グレイ）
- GUNGRAVE G.O.R.E （Dr.ASO）

### 吹き替え
- UnREAL

### ナレーション
- エフエム群馬 NTTドコモ ラジオCMナレーション
- ジョンソン・エンド・ジョンソン コンタクトレンズリサーチアワードナレーション2012
- ジョンソン・エンド・ジョンソン コンタクトレンズリサーチアワードナレーション2013
- 日本統合医療製薬
- 第14回国際オートアフターマーケットEXPO2016「株式会社STYLE-D」アニメーションPVナレーション 山下社長役
- 君になれコミックスCMナレーション

### CD
- フィオナ旅行記～命の国アクシミリア～（衛士）
- 青い羊の夢（技師・若者）
- 誇大妄想探偵クドケン（裁判長）
- 真神咆哮ロストマンワールド（ミッチェル）
- 僕と私の恋物語（沖田）[14]
- 紅魔闘伝（神父）

### ラジオドラマ
- FMラジオドラマ ONE（春夏秋冬 一）
- FMラジオドラマ 僕らの明日（鈴木 隆/主演）
- 誇大妄想探偵クドケン（裁判長）
- 真神咆哮ロストマンワールド（ミッチェル）
- 幕末カプリシオ（英辰馬）
- 紅魔闘伝（神父）

### デジタルコミック
- ラブ♥バトル（2020年、空[15]）

### 映画
- アキハバラ@DEEP

### その他コンテンツ
- 戦国ダンス STEP ON THE WARRIOR PV（今川義元）
- 怪談朗読 怪し会～参～[16]
- HAL-CON チャールズ・ストロス著「雪玉に地獄で勝算はあるか？」朗読
- Ezwebキャラ声内 お名前コールボイス
- 重機娘®PROJECT（神機大帝）
- Let's天才てれびくん（だまちゃだめ）[17]
- どちゃもんあさめしまえ（だまちゃだめ）[17]